# مؤتمر المصالحة الصومالية لعام 2002
 كان مؤتمر المصالحة الصومالية لعام 2002، الذي يُطلق عليه أحيانًا مؤتمر إلدوريت، سلسلة من الاجتماعات التي عُقدت في إلدوريت، كينيا خلال نوفمبر 2002. وحضره معظم أنصار الحكومة الوطنية الانتقالية، السابقة للحكومة الاتحادية الانتقالية، في الصومال.
ومع ذلك، كان جيش رحانوين للمقاومة لا يزال يتنافس بشدة مع فصائل أخرى، بما في ذلك أميرا الحرب آدم مدوبي وحابسدي الذين استوليا على بيدوا، واتهم جيش رحانوين للمقاومة تحالف وادي جوبا بمساعدة أمراء الحرب، وهو اتهام نفاه زعيم تحالف وادي جوبا بري آدم شري هيرالي.
وحمل الرئيس السابق وعضو البرلمان علي مهدي محمد إثيوبيا مسؤولية التدخل في الاجتماعات. وغادر المؤتمر عائدا إلى مقديشو قائلا إنه مضيعة للوقت.